# BK Dnipro Azot
El SK Dnipro Azot Dniprodzerzhynsk es un equipo de baloncesto ucraniano con sede en la ciudad de Kamianské, que compite en la Superliga de Baloncesto de Ucrania, la primera división del baloncesto ucraniano. Disputa sus partidos en el Tennis Palace Anoshkina, con capacidad para 1000 espectadores.

## Nombres
- Dnipro-2 (hasta 2007)
- DneprAzot (2007-)

### Plantilla 2013-2014
| N.º | Nombre              | Nacionalidad              | Puesto    |
| --- | ------------------- | ------------------------- | --------- |
| 20  | Yaroslav Kadygrob   | Bandera de Ucrania        | Escolta   |
| --  | Gediminas Maceina   | Bandera de Lituania       | Base      |
| --  | Roman Gumeniuk      | Bandera de Ucrania        | Pívot     |
| --  | Donald Sims         | Bandera de Estados Unidos | Base      |
| --  | Sergiy Koval        | Bandera de Ucrania        | Escolta   |
| --  | Levan Patsatsia     | Bandera de Georgia        | Alero     |
| --  | Bogdan Bayda        | Bandera de Ucrania        | Alero     |
| --  | Igor Krivtsov       | Bandera de Ucrania        | Ala-Pívot |
| --  | Gennadiy Dzyuba     | Bandera de Ucrania        | Escolta   |
| --  | Sam Muldrow         | Bandera de Estados Unidos | Pívot     |
| --  | Yaroslav Zubrytskyi | Bandera de Ucrania        | Ala-Pívot |

## Palmarés
- Segundo de la Higher League (2008)
- Semifinales Copa UBL (2009)